# TV PMR
El Primer Canal Transnistrio (en ruso: Первый Приднестровский телеканал, romanizado: Pervyi Pridnestrovski Telekanal), también conocido como TV PMR (ТВ ПМР) es el canal de televisión de titularidad pública de Transnistria, un territorio separatista que forma parte de Moldavia. Inició sus emisiones el 9 de agosto de 1992 y cuenta con una programación generalista en ruso, rumano y ucraniano.
La señal del canal puede verse en territorio transnistrio, partes del resto de Moldavia y algunas zonas limítrofes de Ucrania.

## Historia
La televisión pública de Transnistria comenzó sus emisiones el 9 de agosto de 1992, un mes después del final de la guerra de Transnistria. El nuevo canal pretendía contrarrestar la influencia de los medios públicos de Moldavia, país del que forma parte el territorio transnistrio y que no reconoce su secesión, al igual que la gran mayoría de la comunidad internacional. El sistema utilizado fue el SECAM, tradicionalmente usado por los antiguos estados soviéticos.
A pesar de un comienzo muy complicado, con pocos medios a su alcance, la televisión transnistria consiguió desarrollar una programación habitual con informativos, entretenimiento y magacines. El Consejo Supremo aprobó la refinanciación del canal en el año 2000 para dotarle de nueva tecnología, centros emisores e instalaciones.